# ملوية خنزيرية
الملوية الخنزيرية (باللاتينية: Helicobacter suis) نوع بكتيريا سالبة الغرام من جنس الملويات.